# مایکل کورلی (بازیکن فوتبال)
مایکل کورلی (انگلیسی: Michael Curley; ۱۵ مهٔ ۱۹۱۲ – ۱۹۷۳ (۶۰−۶۱ سال)) بازیکن فوتبال اهل بریتانیا بود.
از باشگاه‌هایی که در آن بازی کرده‌است می‌توان به باشگاه فوتبال مکلسفیلد تاون، باشگاه فوتبال منچستر سیتی، باشگاه فوتبال کولوین بای، باشگاه فوتبال نورتویچ ویکتوریا، و باشگاه فوتبال پورت ویل اشاره کرد.